# Diego Klimowicz
Diego Fernando Klimowicz (Quilmes, 6 de julio de 1974) es un exfutbolista argentino. Jugaba como delantero y su primer club fue Instituto de Córdoba, de la Primera División Argentina.

## Biografía
De origen polaco, Klimowicz comenzó jugando profesionalmente en Instituto de Córdoba de la Primera "B" Nacional en 1993. En 1996 fue vendido a España para jugar en el Rayo Vallecano que en ese entonces integraba la Primera División de España. Sin embargo, con el equipo de Vallecas descendió a la Segunda División de España en su primera temporada. En diciembre de 1997, fue fichado por el Real Valladolid pero, luego de tan solo un año y medio en el club, regresó a la Argentina para jugar en Lanús.
Sus buenas campañas en el club granate le valieron una nueva transferencia a Europa, en esta ocasión al VfL Wolfsburgo de la 1. Bundesliga alemana. Con los wolfen se convirtió pronto en uno de los favoritos de la hinchada gracias a sus goles y fue una referencia para otros jugadores argentinos como Andrés D'Alessandro, Pablo Quatrocchi, Juan Carlos Menseguez, Facundo Quiroga, Oscar Ahumada y Jonathan Santana.
Para la temporada 2007/08 Klimowicz se incorporó al Borussia Dortmund por alrededor de 1.000.000 de euros y firmó un contrato por dos años con el club, el cual no terminó porque 6 meses antes fue transferido al Bochum Alemán. Se retiró finalmente en el club  con el que debutó, Instituto de Córdoba.

## Clubes
| Club              | País      | Año       |
| ----------------- | --------- | --------- |
| Instituto         | Argentina | 1993-1996 |
| Rayo Vallecano    | España    | 1996-1998 |
| Real Valladolid   | España    | 1998-1999 |
| Lanús             | Argentina | 1999-2002 |
| VfL Wolfsburgo    | Alemania  | 2002-2007 |
| Borussia Dortmund | Alemania  | 2007-2008 |
| VfL Bochum        | Alemania  | 2008-2010 |
| Instituto         | Argentina | 2011      |